# 釜山站
釜山站（：／ Busan yeok */?）是京釜線的終點車站，位於韓國釜山廣域市東區草梁3洞。本站為韓國鐵道公社釜山慶南本部管理站，有KTX、SRT、ITX-新村、無窮花號及Nuriro号列車停靠，並可轉乘釜山地鐵1號線的釜山站。
本站運量人次高居全國鐵路車站的第三位，僅次於首爾的首爾站與大邱的東大邱站。

## 历史

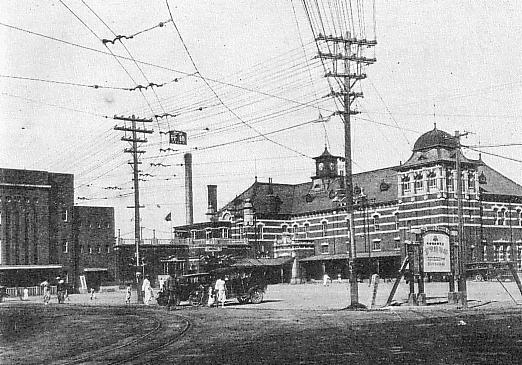
1930年代车站

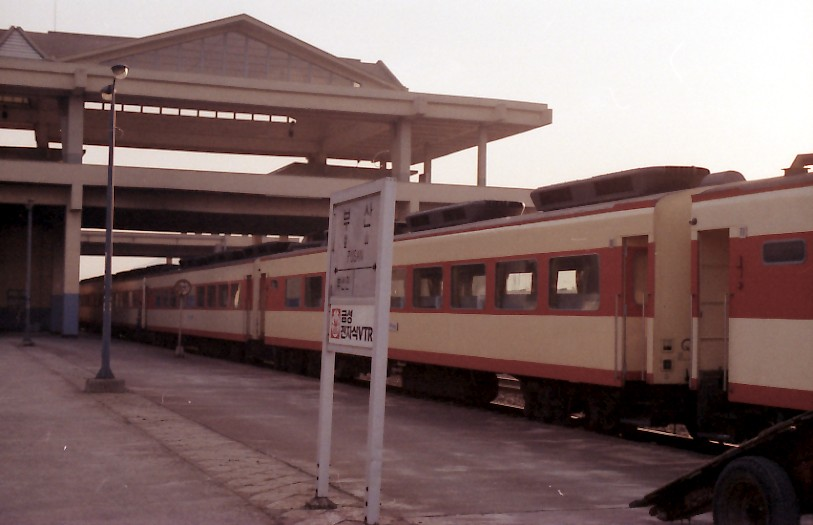
无穷花号列车停靠（1984年）

- 1908年4月1日 - 京釜線草梁站至本站通車，本站營業開始。
- 1910年10月1日－第一代站房竣工啟用。
- 1943年12月10日 - 本站更名為釜山埠頭站。
- 1945年6月10日 - 釜山埠頭站改名回釜山站。
- 1945年9月1日－本站貨物部與站內部統合。
- 1953年8月1日－本站一般貨物開始受理。
- 1953年11月27日 - 釜山站前大火災將釜山站全數燒毀。
- 1965年11月1日 - 本站與草梁站、釜山鎮站合併為釜山鎮站，本站停止營業。
- 1966年4月1日－第二代站房動工（於草梁站位置）
- 1969年6月10日 - 第二代站房完工，本站移至現在的位置，本站再度營業。
- 1977年12月30日－本站設立貨物基地站。
- 1987年5月15日 - 釜山地下鐵1號線站開始營業。
- 1993年5月1日－收費休息室開始營運。
- 1995年7月1日－收費休息室停止營運。
- 2003年9月1日－第三代站房竣工。
- 2004年4月1日 - KTX沿用京釜線開始在本站服務。
- 2006年5月1日－行李業務停止受理。
- 2009年3月1日－站房擴張工程開始。
- 2010年11月1日 - 京釜高速線全線通車，有專用軌道，但部分經由京釜線到釜山列車尚未取消；站房擴張完工。
- 2016年12月9日－SRT運行開始。

## 車站構造

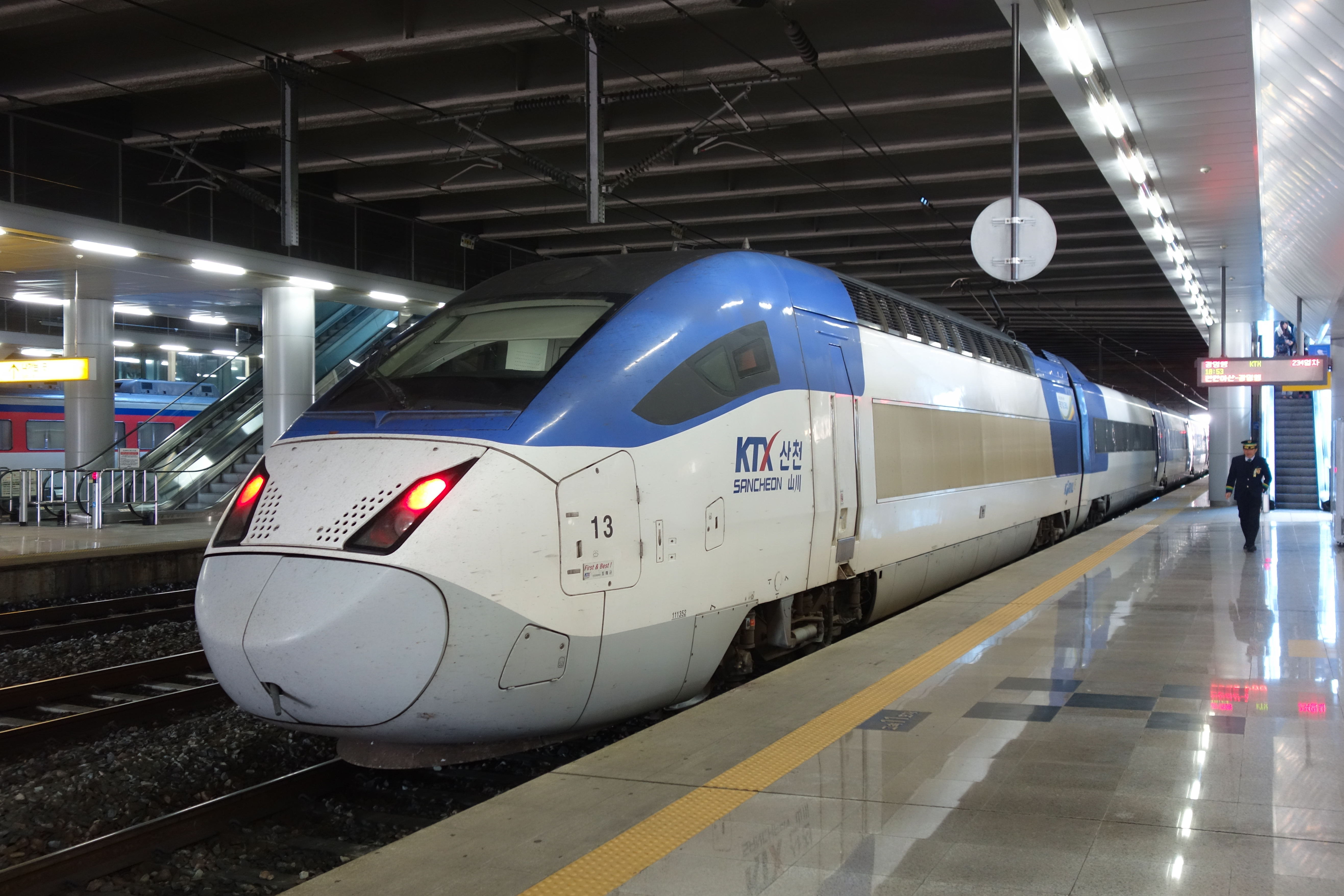
KTX-山川停靠

此站的列車各有專用月台。1、3號月台為ITX-新村、南道海洋列車、無窮花號，4－11號月台為KTX與SRT上下車。

### 月台配置
| ↑沙上（京釜線）/↑蔚山（京釜高速線） |
| \| ３４ \| ５６ \| ８９ \| 10 11 \| |
| 起終點站                            |

| 月台  | 路線           | 類別                        | 目的地                                         |
| ----- | -------------- | --------------------------- | ---------------------------------------------- |
| 1－3  | 京釜線         | ITX-新村、無窮花號          | 東大邱、大田、首爾方向                         |
| 1－3  | 慶全線         | 南道海洋觀光列車（S-train） | 馬山、順天、寶城方向                           |
| 1－3  | 慶北線、嶺東線 | 無窮花號                    | 尚州、榮州方向                                 |
| 4－11 | 京釜高速線     | KTX                         | 東大邱、大田、水原、光明、龍山、首爾、幸信方向 |
| 4－11 | 京釜高速線     | SRT                         | 平澤芝制、東灘、水西方向                       |
| 4－11 | 京釜線         | KTX                         | 密陽、水原方向                                 |

## 车站周边
- 草梁教会
- 釜山华侨中学
- 草梁初等学校
- 蓬莱初等学校
- 三育初等学校
- 釜山交通公社釜山站
- 釜山港（包括國際客運碼頭，設有穿梭巴士往來碼頭及車站）

## 相鄰車站
韓國鐵道公社
京釜高速線
KTX
蔚山－釜山
京釜線
KTX、ITX-新村、S-Train
龜浦－釜山
無窮花號
沙上－釜山